# Canan Dağdeviren
Canan Dağdeviren (Estambul, 4 de mayo de 1985) es una  científica turca, especializada en Ciencia de Materiales y profesora en el Instituto de Tecnología de Massachusetts (MIT), donde ocupa la cátedra Career Development Professorship in Media Arts and Sciences. Es la primera científica de nacionalidad turca en la historia de la Harvard Society of Fellows con el título de Junior Fellow. Dağdeviren dirige su propio grupo de investigación sobre decodificadores adaptables en el MIT Media Lab con el que trabaja en la intersección de la ciencia de los materiales y la ingeniería biomédica, creando sistemas electromecánicos que pueden integrarse totalmente con el objeto de interés de destino para la detección, activación y acopio de energía, entre otras aplicaciones. La investigación de Dağdeviren se centra en la creación de decodificadores flexibles y elásticos que pueden «decodificar» los patrones físicos de la información vital de la naturaleza y el cuerpo en señales y energías benéficas.

## Biografía
Dağdeviren nació en Estambul y es la mayor de tres hermanos. Completó su educación en la escuela de İzmit hasta que su familia se vio obligada a abandonar la ciudad tras el terremoto de İzmit en 1999, por lo que tuvo que continuar su educación secundaria en Adana.
Desde muy joven Dağdeviren se sintió atraída por la exploración científica. En una entrevista en Discover Magazine, recordó su fascinación por las chispas que se producían al romper las rocas, "me encantó la idea de que al deformar ese material se crearan chispas, fue muy emocionante". Otra de sus fuente de inspiración le vino de un libro que le regaló su padre sobre la vida de Marie Curie. Rápidamente se enamoró no solo del trabajo de Curie, sino también de la investigación realizada por su marido Pierre Curie, a quien Dağdeviren considera su «amor científico», ya que Pierre y su hermano Jacques describieron por primera vez la piezoelectricidad en 1880, un concepto que luego actuó como fuerza impulsora en  muchos de los proyectos y aplicaciones de Dağdeviren.
Finalmente, en el centro de su trabajo se encuentra la propia familia de Dağdeviren. Una de las primeras fuentes de inspiración para su aprendizaje fue la muerte de su abuelo a los 28 años debida a una insuficiencia cardíaca, hecho que la llevó a investigar para crear tecnología que decodificara y monitorizara problemas de salud similares a los de su abuelo como una manera de honrar su memoria.
Dağdeviren declaró en una entrevista que además del libro sobre la vida y obra de Curie; otro de los libros que la impulsó a ser científica fue el de las memorias del físico teórico turco, Erdal İnönü (1926-2007), Anılar ve Düşünceler. También se inspira en Rumi, un poeta persa del siglo XIII que practicó el sufismo, un movimiento para comprender el universo bajo el prisma de la sensación, la belleza y el amor, así como el cuidado por la integridad, la dignidad y la sinceridad.

## Trayectoria
Dağdeviren estudió Ingeniería física en la Universidad de Hacettepe en Ankara, donde se graduó en 2007. Obtuvo un master en ciencias en la Universidad Sabancı en Estambul y ganó una beca Fulbright para estudiar en los Estados Unidos. Con esta beca pudo realizar una investigación en Ciencia e Ingeniería de materiales en la Universidad de Illinois en Urbana-Champaign, donde se especializó en la exploración de técnicas de creación de patrones y sistemas biomédicos piezoeléctricos. Uno de los proyectos que ha desarrollado es un recolector de energía piezoeléctrico moldeable que convierte la energía mecánica de los movimientos de los órganos internos del cuerpo humano en energía eléctrica utilizable para alimentar dispositivos médicos. Es ligero y flexible y se adapta tanto al corazón como a otros tejidos blandos. Esta tecnología podría prolongar la vida útil de las baterías de los dispositivos electrónicos implantados o eliminar la necesidad de reemplazarla, evitando a los pacientes la repetición de operaciones quirúrgicas y los riesgos y complicaciones que estas conllevan.  
En agosto de 2014, Dağdeviren obtuvo su doctorado en Ciencia e Ingeniería de Materiales en la Universidad de Illinois, y realizó su tesis doctoral bajo la dirección de John A. Rogers, con el título: Ferroelectric/Piezoelectric Materials Flexible/Stretchable/Wearable/Implantable Sensors, Actuators, Mechanical Energy Harvesters, Transducers, Microfabrication.
Se trasladó a Cambridge y se convirtió en Junior Fellow de la Harvard Society of Fellows, siendo la primera científica turca en la historia en hacerlo. También fue investigadora postdoctoral asociada en el Instituto Koch de Investigación Integral del Cáncer del MIT, donde tuvo como director de estudios postdoctorales al profesor y científico estadounidense, Robert S. Langer.
Dağdeviren es profesora asistente en el MIT,  donde semestralmente imparte un curso sobre dispositivos adaptables y ejerce como asesora de estudiantes de primer año.
En diciembre de 2019, fue invitada a presentar su trabajo en el simposio anual de la comunidad World.Minds, celebrado en Zúrich. Sus investigaciones y logros más recientes están recogidos en World Minds talk.

## Proyectos y publicaciones

### YellowBox

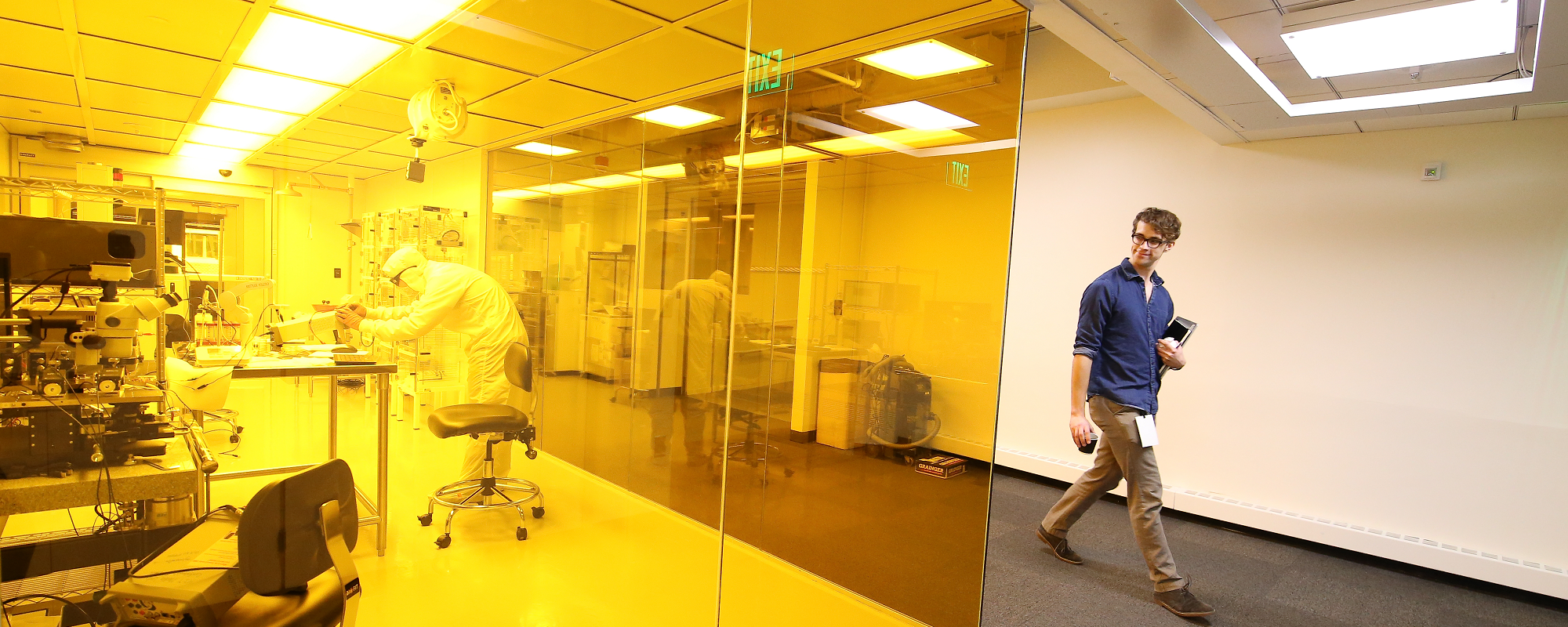
YellowBox

YellowBox es una sala aséptica usada para decodificadores conformables (flexibles y estirables) utilizada en el MIT Media Lab, que Dağdeviren diseñó y construyó desde cero en 2017. En su etapa de estudiante de doctorado, se prometió a sí misma que si alguna vez tenía la oportunidad de construir su propio espacio de trabajo, este sería físicamente transparente para que cualquier persona de paso pudiera observar, tomar notas y aprender de ella sin necesidad de permisos especiales. Esta característica es parte de lo que hace que YellowBox sea un entorno científico único. Otro aspecto singular es que YellowBox está organizado usando la Metodología 5S, un sistema que utiliza cinco prácticas de orientación para organizar un espacio de trabajo para la eficiencia y la eficacia: Sort, Set in Order, Shine, Standardize, and Sustain (clasificar, poner en orden, brillar, estandarizar y mantener). Básicamente, 5S es una metodología organizativa que utiliza etiquetas visuales, codificadas por colores según la funcionalidad, para organizar los espacios y aumentar la seguridad, identificando riesgos potenciales e información sobre procedimientos. Como resultado de este sistema eficiente y altamente organizado, YellowBox obtuvo una certificación Green Labs de Environmental Health & Safety (EHS) en 2017, el primer laboratorio de investigación del MIT Media Lab en recibir esta nominación, desde su fundación en 1985. Dağdeviren publicó en 2020, un artículo en Advanced Intelligent Systems, en el que describía la experiencia de ser un grupo altamente eficiente como resultado de los principios de la Metodología 5S.

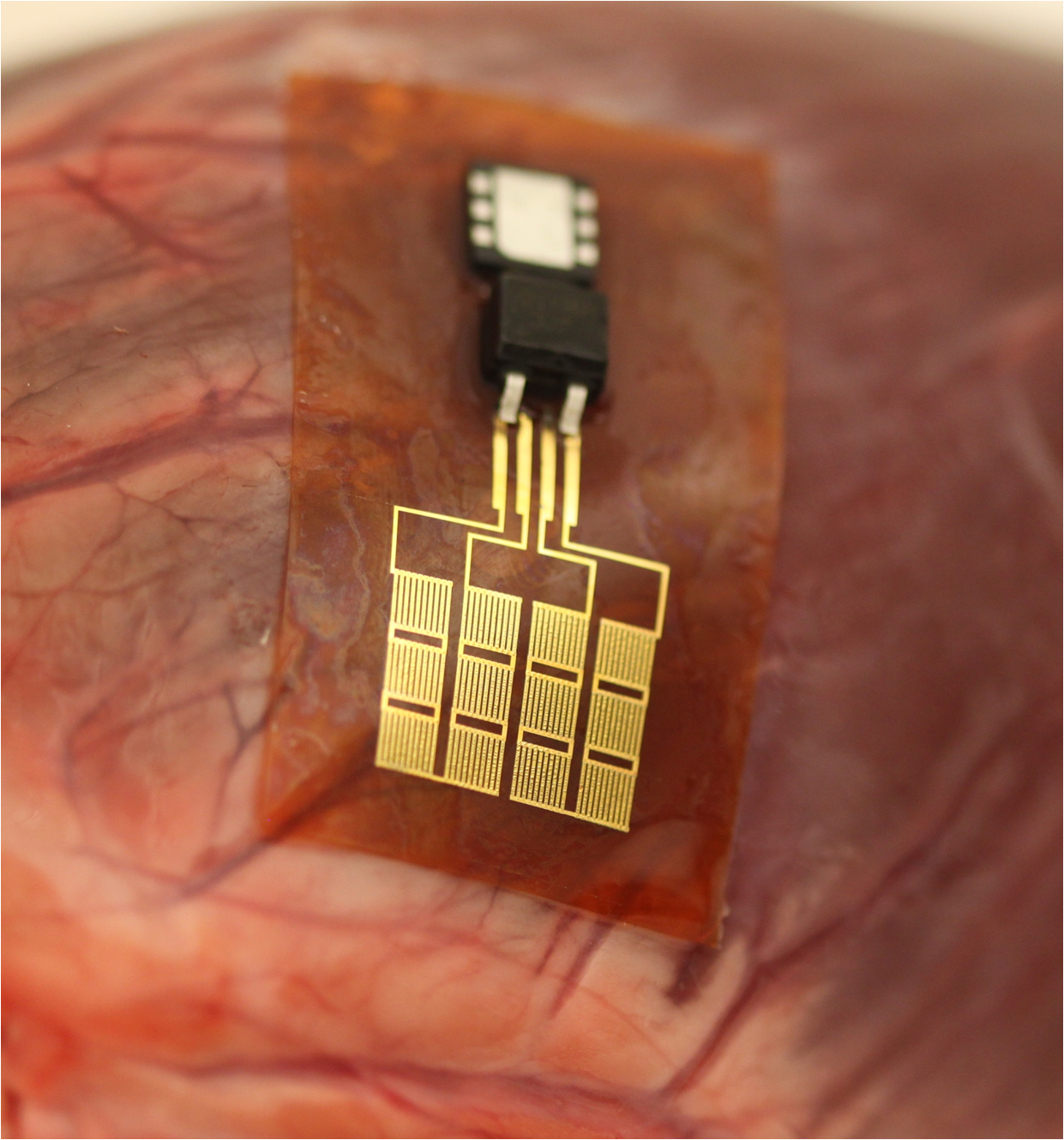
PZT MEH

### Recolectores de energía mecánica piezoeléctrica conformada: Dinamos humanos mecánicamente invisibles (PZT MEH)
En 2014, Dağdeviren y su equipo desarrollaron dispositivos recolectores de energía mecánica piezoeléctrica conformada, descritos como «dínamos humanos mecánicamente invisibles». Este proyecto trata de desarrollar parches piezoeléctricos flexibles que integrados en las prendas personales pueden extraen energía de los movimientos corporales como el de los brazos, dedos y piernas. En el futuro, este trabajo podría mejorar la calidad de vida de las personas y, potencialmente, proporcionar energía respetuosa con el medio ambiente. Dado que estos recolectores de energía funcionan con el movimiento humano, en lugar de baterías, no sería necesario el reemplazo (muy costoso y de alto riesgo)a través de los procedimientos quirúrgicos para cambiarlas cuando estas se agoten. 

### Dispositivos piezoeléctricos flexibles para la detección de la motilidad gastrointestinal (PZT GI-S)

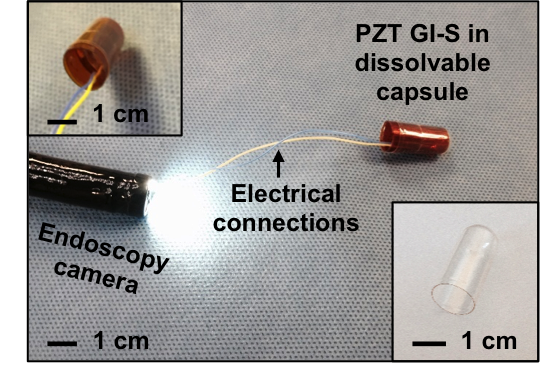
PZT GI-S

En 2017, se publicó el proyecto PZT GI-S (esencialmente «un Fitbit para el estómago»). Dağdeviren y sus colaboradores diseñaron un dispositivo piezoeléctrico flexible e ingerible que detecta las deformaciones mecánicas dentro de la cavidad gástrica. El trabajo de este equipo demostró las capacidades del sensor en modelos gástricos simulados, cuantificó sus comportamientos clave en el tracto gastrointestinal mediante modelos computacionales, validando su funcionalidad en cerdos vivos y en movimiento. Este dispositivo de prueba podría conducir al desarrollo de dispositivos piezoeléctricos ingeribles capaces de detectar de manera fiable las variaciones mecánicas y recoger energía mecánica dentro del tracto gastrointestinal para el diagnóstico y tratamiento de trastornos de la motilidad, así como para monitorear la ingestión en aplicaciones bariátricas.

### Sistema neuronal miniaturizado para la administración local de fármacos intracerebrales  (MiNDS)

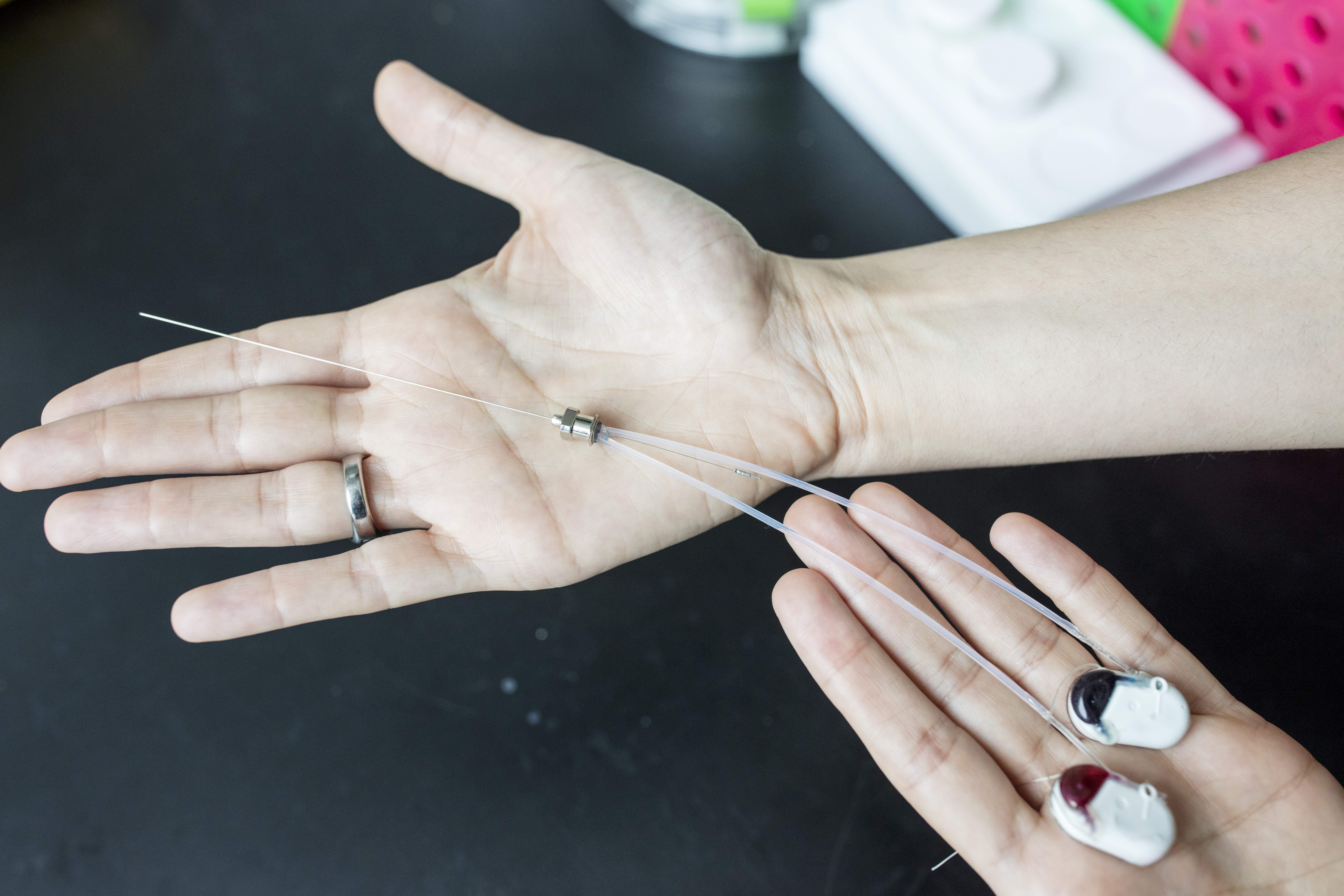
MiNDS

En 2018, Dağdeviren y su equipo desarrollaron un sistema de administración de fármacos neuronales miniaturizados, que se puede implantar y controlar a distancia y permite ajustar la terapia en el cerebro con una precisión espacial milimétrica. Los recientes avances en medicamentos para trastornos neurodegenerativos están ampliando las oportunidades para mejorar los síntomas debilitantes que sufren los pacientes. Sin embargo, los tratamientos farmacológicos existentes a menudo dependen de la  administración sistémica del medicamento, lo que da como resultado una amplia intervención del fármaco en todo el cuerpo y por el consiguiente un aumento del riesgo de toxicidad. Dado que muchos circuitos neuronales clave tienen volúmenes inferiores a un milímetro cúbico y células con características específicas, es esencial controlar con mucha precisión la dosis y el lugar de la administración del fármaco en las áreas cerebrales afectadas para evitar la difusión. Dağdeviren y su equipo han demostrado que este dispositivo puede modular químicamente la actividad neuronal local en animales pequeños (roedores) y animales grandes (primates no humanos), al tiempo que permite registrar la actividad neuronal para activar el control de la retroalimentación.

### Traje textil electrónico adaptable (E-TeCS)

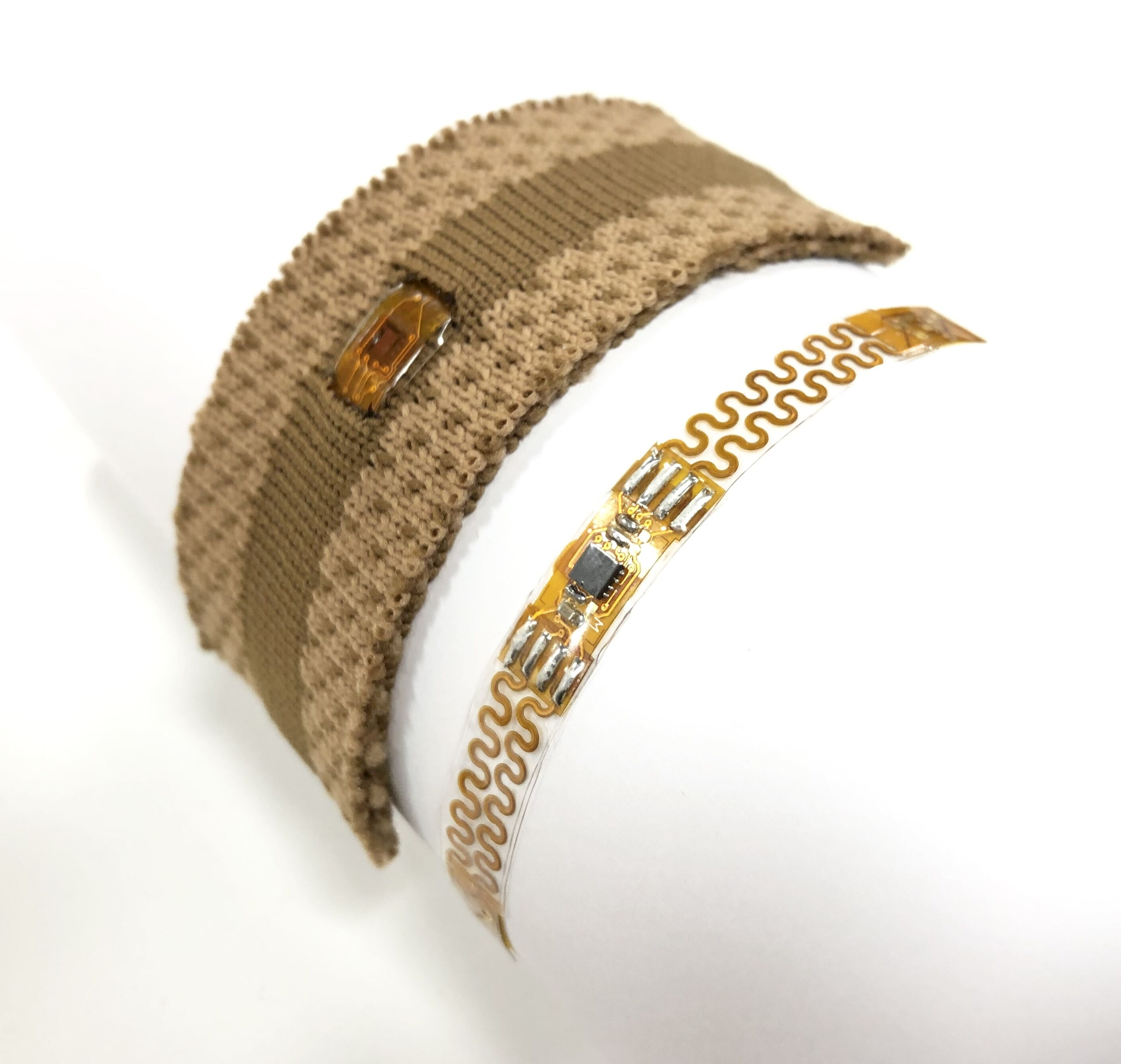
E-TeCS

En 2020, Dağdeviren y su equipo crearon un traje textil electrónico adaptable, el E-TeCS, para realizar in vivo sensores fisiológicos multimodales a gran escala (temperatura, frecuencia cardíaca y respiración). El rápido avance de los dispositivos electrónicos y las tecnologías de fabricación ha desarrollado significativamente el campo de la vestimenta y los textiles inteligentes. Sin embargo, la mayoría de los trabajos en electrónica textil se han centrado en una sola modalidad y cubren un área pequeña. E-TeCS presenta una nueva plataforma de redes de sensores modulares y adaptables (es decir, flexibles y elásticos) que se pueden integrar en los tejidos digitalmente. Esta plataforma se puede personalizar para distintos modelos, tamaños y funciones mediante técnicas  de fabricación textil y de patrones de prendas estándar, accesibles y de alto rendimiento. 

### Sensor de extrapolación del código facial adaptable (cFaCES)

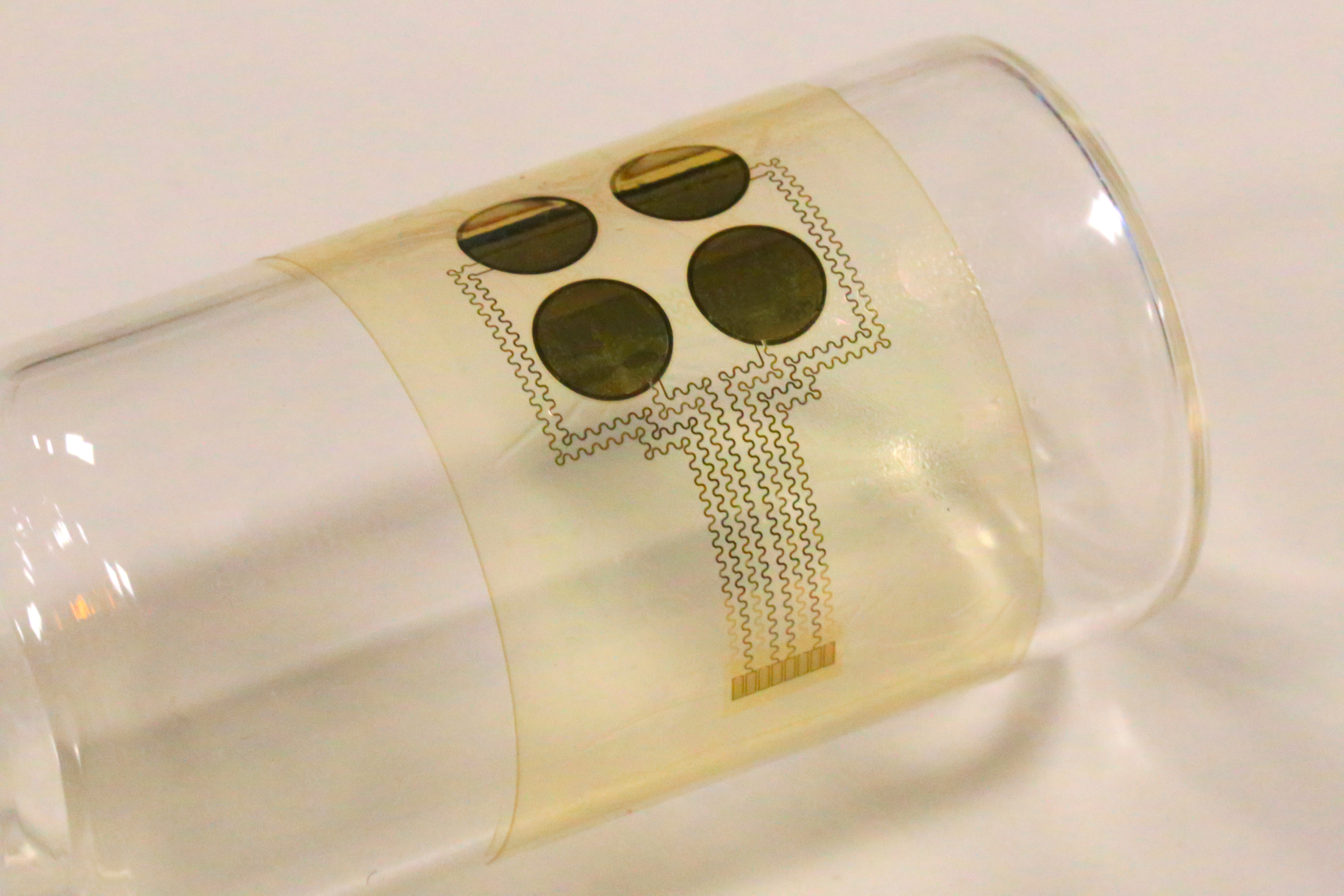
CARAS

En 2020, Dağdeviren anunció el diseño y la prueba piloto de un sistema integrado para decodificar las tensiones faciales y para predecir la cinemática facial, llamado cFaCES. El sistema consta de una serie de finas películas piezoeléctricas conformables y fabricadas en serie que permiten cartografíar la tensión; la modelación multifísica para analizar las interacciones mecánicas no lineales entre el dispositivo conformable y la epidermis; y la correlación de imágenes digitales tridimensionales para reconstruir superficies de tejidos blandos bajo deformaciones dinámicas, así como para informar sobre el diseño y la ubicación del dispositivo. En individuos sanos y en pacientes con esclerosis lateral amiotrófica (ELA), se demostró que las películas finas piezoeléctricas, junto con algoritmos para la detección y clasificación en tiempo real de distintas marcas de deformaciones de la piel, permiten la descodificar de manera fiable los movimientos faciales.

## Exposiciones

### Las abejas de la ciencia

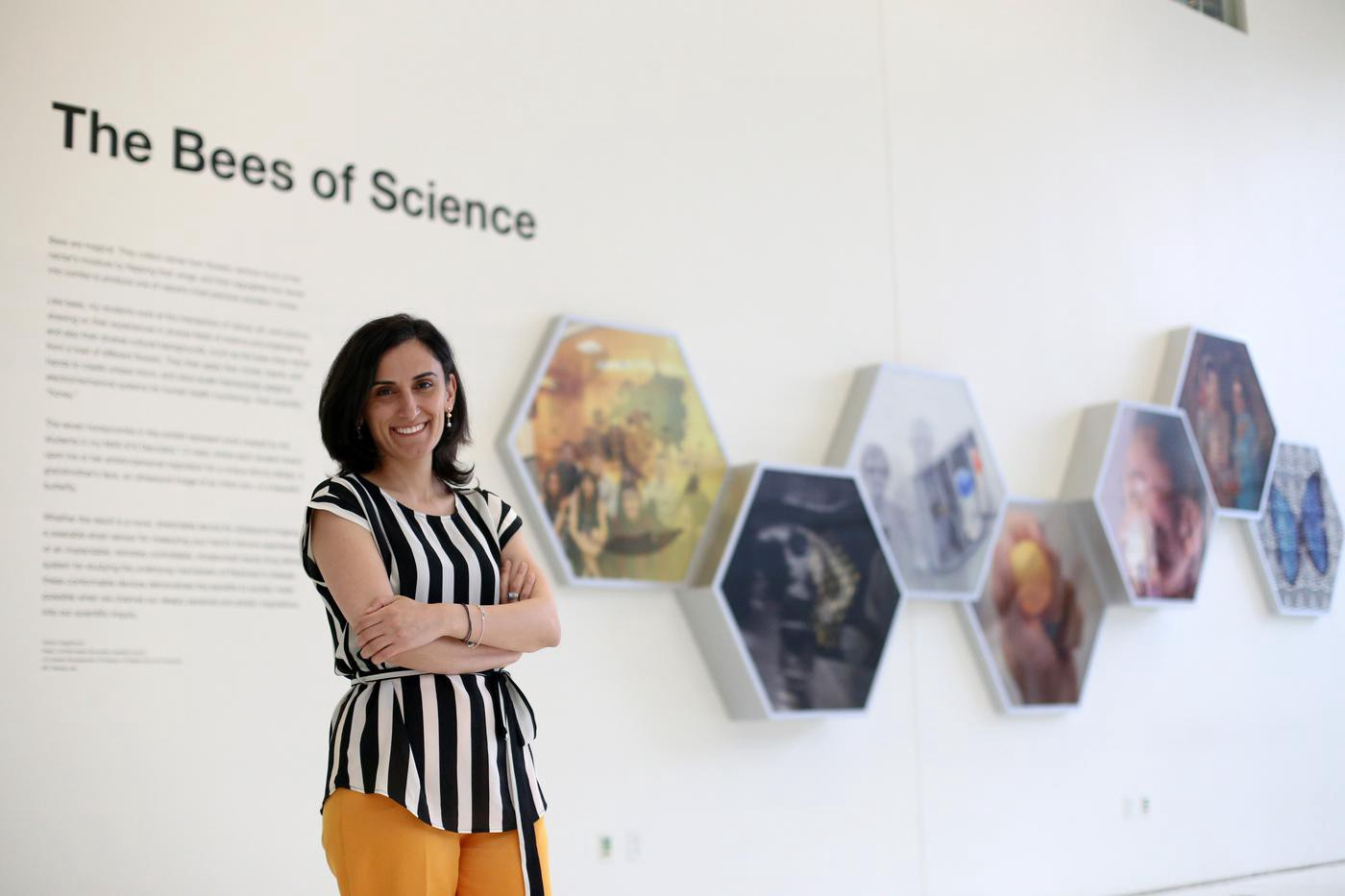
Las abejas de la ciencia

En junio de 2019, Dağdeviren mezcló medios, arte y ciencia para crear una exposición que se mantuvo en el vestíbulo del Media Lab durante 8 meses. La exposición mostraba el trabajo de sus alumnos bajo el tituló Las abejas de la ciencia. En una publicación de su blog, explicó: «Al igual que las abejas, mis estudiantes trabajan en la intersección de la naturaleza, el arte y la ciencia, basándose tanto en sus experiencias en distintos campos de la ciencia y la ingeniería como en sus diferentes orígenes culturales, al igual que las abejas extraen néctar de una gran variedad de flores. A continuación aplican sus mentes, corazones y manos para crear sistemas electromecánicos adaptables, a micro y nano escala, para el control de la salud humana  —su "miel" científica—».

## Premios y reconocimientos
En 2014 Dağdeviren se convirtió en la primera científica turca en ser elegida Junior Fellow de la Harvard Society of Fellows. En 2015, figuró en la MIT Technology Review como una de los «35 mejores innovadores menores de 35 años» (en la categoría de inventores), y la revista Forbes la seleccionó como una de «los más destacados científicos menores de 30 años».
Al año siguiente obtuvo varios reconocimientos, incluida la designación de Ciudadana Superdotada por Ciudad de las Ideas de Puebla en México, y la Beca de Salud Spotlight del Instituto Aspen. Ocupó el primer puesto en la categoría de innovación médica de los diez jóvenes más destacados del mundo (TOYP) que otorga la Cámara Junior Internacional (JCI), y, en 2017, fue galardonada con el Premio a la Delegada de Innovación y Tecnología, de la Academia Estadounidense de Logros. Dağdeviren también fue reconocida con el Sci Life Prize for Young Scientists para jóvenes científicos, en la categoría medicina traslacional por la Science / AAAS y SciLifeLab, y fue invitada a la ceremonia del Premio Nobel en Estocolmo.
Cuando comenzó a trabajar en el MIT Media Lab, Dağdeviren y sus alumnos publicaron el artículo titulado Hacia la medicina personalizada: la evolución de tecnologías sanitarias imperceptibles, en la edición de noviembre de 2018 de Foresight, una revista de estudios de futuro, pensamiento estratégico y política. Este artículo fue seleccionado por el comité editorial de la revista como un artículo destacado para los Emerald Literati Awards 2019.
En 2019, Dağdeviren fue galardonada con el Premio al Científico Promesa de la Universidad Kadir Has, y reconocida en Fortune Turkey's «40 Under 40». También fue nombrada como una de los «87 ingenieros jóvenes más brillantes» de los Estados Unidos, por la Academia Nacional de Ingeniería (NAE), y participó en el 25.º Simposio anual de las Fronteras de la Ingeniería de los Estados Unidos (USFOE) de la NAE.

## Presencia en medios de comunicación
El trabajo de Dağdeviren ha aparecido en diversos medios de comunicación, incluidos The Washington Post, IEEE Spectrum, Forbes, Discover Magazine, MedGadget, Stat News Nature Materials, AP News, entre otros.

### UN Talk
Además de su trabajo en el campo de la ciencia e ingeniería de los materiales, Dağdeviren pretende inspirar a la próxima generación de jóvenes científicos, específicamente a mujeres jóvenes que persiguen carreras STEM. Utiliza las redes sociales como una herramienta para conectarse con mentes jóvenes de todo el mundo, específicamente a través de sus cuentas de Twitter, Instagram y Facebook.
Desde 2015, participa en numerosos paneles de Mujeres en la Ciencia y la Ingeniería (WISE) en todo el mundo y en diversas actividades de divulgación dirigidas a mujeres. En febrero de 2018, fue invitada a dar una charla en el evento Women in Science in Diplomacy for Sustaining Peace and Development, como parte de la celebración del Día Internacional de la Mujer y la Niña en la Ciencia en las Naciones Unidas.

### Blog
A Dağdeviren le gusta compartir su visión personal sobre cómo liderar un grupo de investigación, enseñar y trabajar en YellowBox a través de publicaciones en su blog.